# Sejong den store

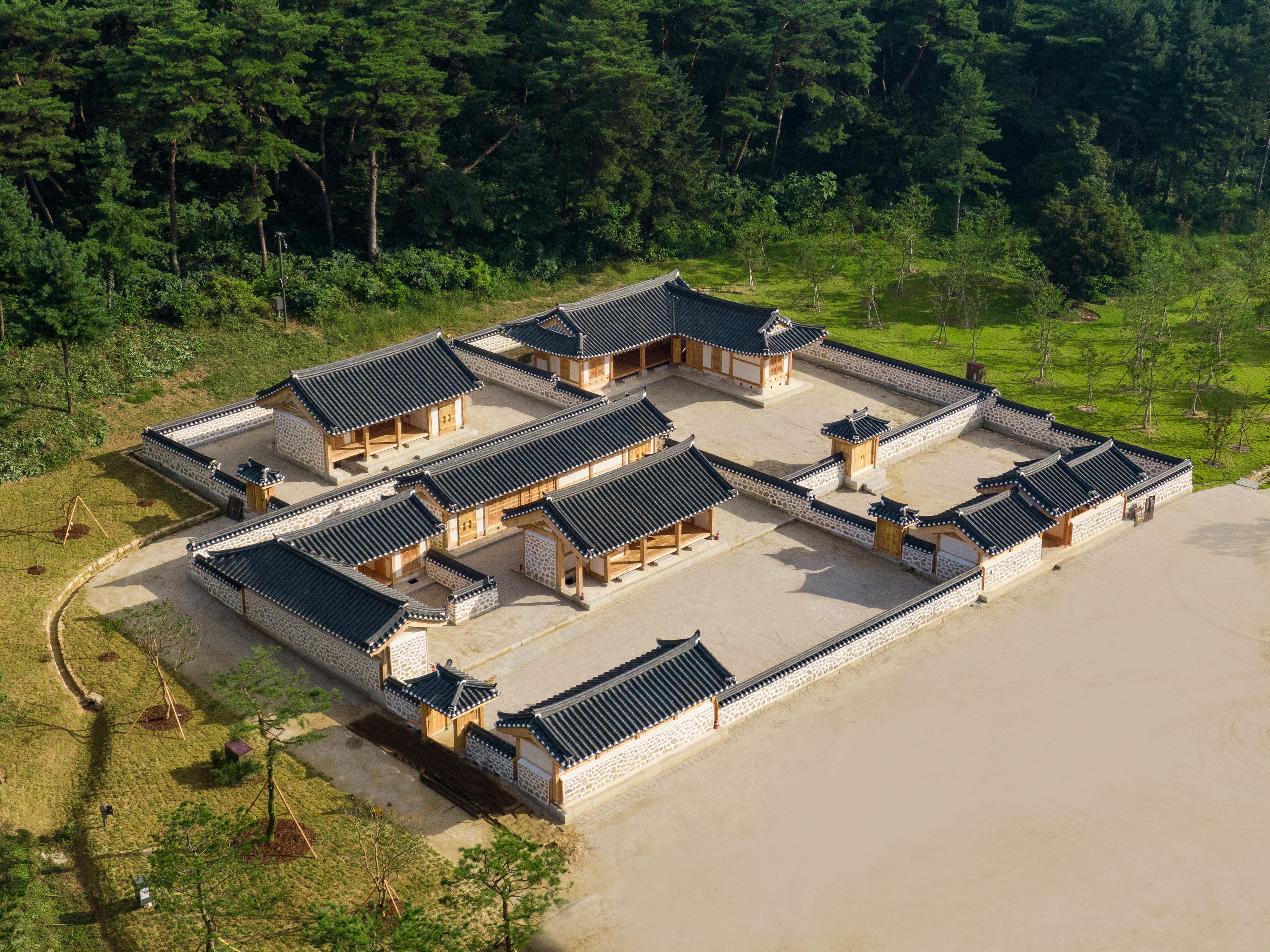
Sejong den stores mausoleum utanför den sydkoreanska staden Yeoju är en av Joseondynastins kungliga gravar.

Sejong den store, född 7 maj 1397, död 18 maj 1450, var kung av Korea 1418–1450. Han var den fjärde regenten i Joseondynastin. Han, och Gwanggaeto den store är de enda koreanska regenterna som postumt har fått tillägget "den store". Sejong var den tredje sonen till kung Taejong, och kom till makten genom att hans äldste bror inte skötte landet, och hans näst äldste bror blev buddhistmunk.
Under hans ledning uppfanns det koreanska skriftspråket hangul. Han beordrade även forskning på medicinalväxter och startade forskningcentra. Världens första regnmätare uppfanns och teknologin och litteraturen utvecklades avsevärt under hans ledning.

## Utmärkelser
Asteroiden 7365 Sejong är uppkallad efter honom.